# Németh Szilárd (politikus)
Németh Szilárd István (Budapest, 1964. április 24. –) magyar politikus, a Fidesz országgyűlési képviselője (2004–2006, 2009–), csepeli önkormányzati képviselő (1998–), a Fidesz-KDNP önkormányzati frakciójának vezetője (2002–2009), XXI. kerületi polgármester (2010–2014). A Fidesz „rezsicsökkentésért” felelős képviselője (2013. január –). A Honvédelmi Minisztérium parlamenti államtitkára (2018–) és a Fidesz alelnöke.

## Életpályája
Németh Szilárd István 1964-ben született szegény csepeli munkáscsaládba. Otthoni örökség katolikussága. Húgával és (később rokkantnyugdíjas) szüleivel élete első tíz évét egy 9 négyzetméteres albérletben töltötte. A Jedlik Ányos Gimnáziumban érettségizett, majd 1982–1996 között egy csepeli iskolában dolgozott, először képesítés nélküli napközis nevelőként, majd tanítóként, tanárként, igazgatóhelyettesként. A munka mellett a Budapesti Tanítóképző Főiskolára járt, 1987-ben vagy 1990-ben a könyvtár-tanítói szakon szerzett oklevelet. 1987–88-ban a Fővárosi Szabó Ervin Könyvtár csepeli fiókjának könyvtárosa.
1996-ban a Budapesti Műszaki Egyetem közoktatási vezetői szakán szerzett oklevelet. 1997-ben az ELTE környezetpedagógus szaktovábbképzésén vett részt.
1997-ben a Csikó sétányi, későbbi nevén Görgey Artúr Általános Iskola igazgatója (az iskola később bezárt). 1998–2000-ben a Vasutasok Szakszervezete humán erőforrás és szervezési osztályának vezetője a MÁV Rt. Vezérigazgatóság, személyügyi főosztályán. 2000-től a Környezetgazdálkodási Intézet (KGI) európai integrációs igazgatója annak megszűnéséig, majd 2004–2010 között a KGI jogutód VITUKI Nonprofit Kft. szakági igazgatója, oktatási részlegvezetője.

### Politikai pályafutása
1989-ben a csepeli SZDSZ alapító tagja.
1998 óta három cikluson keresztül volt önkormányzati képviselő Csepelen. 2006-ban egyéni körzetben, előtte kompenzációs listáról jutott a képviselő-testületbe. 2002-től sporttanácsnok, 2002–2009 között a Fidesz-KDNP frakcióvezetője volt. A 2010-es helyhatósági választáson másodszor is a Fővárosi Közgyűlés tagjává választották, ahol kulturális és turisztikai tanácsnok lett.
A 2004-es európai parlamenti választások után Őry Csaba, majd 2009-ben Deutsch Tamás megüresedett helyére delegálta a Fidesz az országgyűlésbe; Németh lett a Fidesz első csepeli parlamenti képviselője. Első ciklusában a foglalkoztatási és munkaügyi, a másodikban a mentelmi, összeférhetetlenségi és mandátumvizsgáló bizottságban vett részt.
A 2010. évi országgyűlési választáson Csepel egyéni országgyűlési képviselőjévé, majd az őszi önkormányzati választáson Csepel polgármesterévé és a Fővárosi Közgyűlés tagjává választották.
A 2014-es Magyarországi országgyűlési választáson elindult, de nem tudta megvédeni a mandátumát, mivel Szabó Szabolccsal az Együtt politikusával szemben alulmaradt és így a második helyre került, de listán bejutott. Ugyanez történt 2018-ban és 2022-ben is, ezért 2022-ben ismételten csak listáról sikerült mandátumot szereznie.
2018 márciusában egy csepeli iskolában a részvételével tartott nyilvános eseményre a biztonságiak nem engedtek be néhány újságírót. Indoklásként azt hozták fel, hogy az egy magánterület, és a vezetőség dönti el, hogy kit enged be.

## Sporttisztviselőként
2015-ben a Magyar Birkózó Szövetség elnökének választották.

## Magánélete
Feleségével két gyermekük van, Virág és Bendegúz.